# Miguel Ángel Fernández Ordóñez
Miguel Ángel Fernández Ordóñez (prononcé en espagnol : [miˈɣɛl ˈãŋxɛl fɛɾˈnãn̪dɛθ oɾˈðoɲɛθ]), né le 3 avril 1945 à Madrid, est un homme politique et haut fonctionnaire espagnol membre du Parti socialiste ouvrier espagnol (PSOE).
Il est nommé en 1982 secrétaire d'État à l'Économie après l'arrivée au pouvoir de Felipe González et défend à ce poste une ligne économique résolument libérale. Il devient quatre ans plus tard secrétaire d'État au Commerce, puis se retire de la vie politique en 1988 pour travailler au sein du Fonds monétaire international.
Il revient en Espagne en 1990 pour présider une société publique d'investissements boursiers. Il est désigné en 1992 président du Tribunal de la concurrence, et prend en 1995 la présidence de la Commission du système électrique. Il démissionne de ces fonctions en 1999 en raison d'un conflit avec le ministre de l'Industrie du gouvernement conservateur au pouvoir. En 2002, il anime un programme économique sur la Cadena SER.
Avec le retour des socialistes au pouvoir en 2004, il est désigné secrétaire d'État aux Finances et aux Budgets. En 2006, le ministre de l'Économie Pedro Solbes en fait le gouverneur de la Banque d'Espagne en dépit des critiques de l'opposition de droite, qui remet en cause son profil très politique. Ses six années de mandat sont marquées par son manque de réactivité face aux conséquences dans le secteur bancaire de la crise économique mondiale de 2008. Il quitte son poste en 2012.

## Vie privée
Miguel Ángel Fernández Ordóñez, surnommé Mafo du fait de ses initiales, naît à Madrid le 3 avril 1945. Il est issu d'une famille bourgeoise du quartier de Salamanca, étant le dernière d'une fratrie de huit. Il est le frère cadet de Francisco Fernández Ordóñez, dit Pacordóñez, qui sera ministre à plusieurs reprises,.
Il est l'époux de l'universitaire Inés Alberdi, sœur de l'ancienne ministre Cristina Alberdi. Le couple a deux enfants,.

## Jeunesse et débuts en politique
Pour ses études secondaires, Miguel Ángel Fernández Ordóñez est inscrit au collège Nuestro Señora del Pilar, établissement de l'élite de la capitale espagnole. 
Il suit des études supérieures de sciences économiques à l'université complutense de Madrid, auxquelles il ajoute un cursus en droit sur recommandation de son frère Francisco, obtenant une licence dans ces deux domaines. Il devient ensuite haut fonctionnaire en intégrant le corps supérieur des techniciens commerciaux et économistes de l'État,.
Il milite au cours des années 1970 à la Convergence socialiste madrilène (CSM), où il côtoie notamment Joaquín Leguina, futur président de la communauté de Madrid. À l'approche des élections constituantes de 1977, il adhère au Parti socialiste ouvrier espagnol (PSOE), dont il se rapproche de l'aile droite, où il fait la rencontre de Miguel Boyer et Carlos Solchaga, futurs ministres de l'Économie et des Finances.

## Secrétaire d'État sous Felipe González
Lors du Conseil des ministres du 7 décembre 1982, le premier du nouveau gouvernement socialiste de Felipe González, Miguel Ángel Fernández Ordóñez est nommé secrétaire d'État à l'Économie et à la Planification au sein du « super-ministère » de l'Économie et des Finances,.
Il expose sept mois plus tard les piliers de son action à l'occasion d'un colloque franco-espagnol à Grenade, expliquant que « la planification ne veut pas dire qu'il y ait plus d'intervention publique » et que « planification et libéralisation ne sont pas antithétiques, ayant démontré dans de nombreux pays occidentaux qu'elles sont absolument complémentaires et nécessaires l'un à l'autre ». Il indique que « les objectifs essentiels de la politique économique à court terme » sont « la diminution de l'inflation et de la balance des paiements » et « les instruments les plus importants pour y parvenir » sont « la réduction du déficit public, une politique monétaire plus restrictive et la modération salariale ».
Lors du remaniement ministériel du 5 juillet 1985, son nom est cité comme potentiel ministre des Travaux publics ou ministre des Transports, mais la désignation de son frère comme ministre des Affaires étrangères lui ferme cette voie. Le PSOE considère en effet qu'il n'est pas possible de voir deux frères siéger au Conseil des ministres.
Pour les élections générales anticipées du 22 juin 1986, il est investi en 8e position sur la liste du PSOE dans la circonscription de Madrid, conduite par Felipe González. Au cours du scrutin, il est effectivement élu au Congrès des députés. Six mois après les élections, Carlos Solchaga le nomme secrétaire d'État au Commerce et le remplace par un défenseur acharné des politiques de libéralisation, confirmant l'influence des défenseurs du libéralisme économique au sein du ministère de l'Économie et des Finances.

## Entre le secteur public et le privé

### Du FMI au monde des affaires
Au début du mois de février 1988, Miguel Ángel Fernández Ordóñez annonce à Carlos Solchaga sa volonté de quitter son poste, invoquant des raisons personnelles et politiques, notamment sa présence dans l'administration ministérielle depuis près de six ans. Il demande au ministre de le proposer pour un poste de directeur exécutif suppléant du Fonds monétaire international, ce que ce dernier accepte de faire dans le mois qui suit. Pedro Pérez est initialement appelé à lui succéder, mais il prend finalement les fonctions de secrétaire d'État à l'Économie, ce qui mène Apolonio Ruiz Ligero, vice-président de l'Institut du commerce extérieur (ICEX), à devenir secrétaire d'État au Commerce en juillet suivant.
Il revient en Espagne dès octobre 1990 afin d'occuper la présidence d'Icopostal, société conjointement détenue de l'Institut du crédit officiel (ICO) et la Caisse postale d'épargne (es) (Caja Postal de Ahorros) qui intervient sur le marché des valeurs en vue de garantir l'apport nécessaire en liquidités pour leurs de ses actionnaires,. Il est évoqué en juin 1992 comme potentiel candidat au sous-secrétariat de la Santé, le nouveau ministre Julián García Valverde souhaitant effectivement le recruter, ce qu'il refuse et ouvre la porte à Ángeles Amador.

### Responsable d'autorités indépendantes et journaliste
Le 6 mars 1992, Miguel Ángel Fernández Ordóñez est nommé en Conseil des ministres président du tribunal pour la protection de la concurrence (TDC). Trois ans plus tard, le ministre de l'Industrie Juan Manuel Eguiagaray le choisit pour présider la future Commission nationale du système électrique (CNSE), qui aura pour mission de réguler le secteur des entreprises de l'électricité.
Il remet sa démission au gouvernement conservateur de José María Aznar en février 1999, un an environ avant la fin théorique de son mandat. Bien qu'il justifie cette décision par le fait que la prochaine installation de la Commission nationale de l'énergie (CNE), qui doit remplacer à terme la CNSE, conduirait à une situation de coexistence qui serait « dysfonctionnelle et source de méfiance envers le régulateur indépendant », elle semble en réalité reposer sur l'important désaccord qui l'oppose au ministre de l'Industrie Josep Piqué et aux entreprises du secteur électrique sur d'importantes aides publiques. Il est recruté trois ans plus tard par la Cadena SER pour animer un programme centré sur les questions économiques.

## Secrétaire d'État sous José Luis Zapatero
Après que José Luis Rodríguez Zapatero a ramené le Parti socialiste au pouvoir en 2004, Miguel Ángel Fernández Ordóñez est pressenti comme futur secrétaire d'État aux Finances et aux Budgets auprès du ministre de l'Économie et des Finances Pedro Solbes. Il est effectivement nommé dans ces fonctions lors du Conseil des ministres du 19 avril.
À peine un mois plus tard, il expose avoir pour objectif d'atteindre l'équilibre budgétaire sans pour autant congeler la dépense publique, qu'il souhaite voir croître à un rythme égal à la moitié de la croissance économique. Afin de dégager des marges de manœuvre, il estime nécessaire de détecter les dépenses qu'il faut diminuer, citant en exemple la Radiotelevisión Española (RTVE) qui accumule une dette de six milliards d'euros, ce qui l'amène à affirmer que la privatisation partielle est une option qui ne peut être écartée. Ces déclarations sont vertement critiquées par l'Union générale des travailleurs et les Commissions ouvrières (CCOO), qui parlent de « déclaration de guerre » ou de « coup de force dans les règles de l'art ». Deux jours après la prise de position du secrétaire d'État, la nouvelle directrice générale de RTVE Carmen Caffarel estime publiquement qu'elle « ne représente pas le sentiment du gouvernement ».

## Gouverneur de la Banque d'Espagne
À l'approche de la fin du mandat du gouverneur de la Banque d'Espagne Jaime Caruana, Pedro Solbes choisit au début du mois de mars 2006 de nommer Miguel Ángel Fernández Ordóñez au conseil d'administration de la banque centrale, en remplacement de Julio Segura, appelé à présider la Commission nationale du marché des valeurs (CNMV) tandis que Carlos Ocaña est invité à lui succéder comme secrétaire d'État. Cette nomination étant perçue comme une première étape vers l'accession de Mafo au poste de gouverneur, le Parti populaire se montre particulièrement critique de choix, qu'il considère comme trop politique et pas indépendant de l'exécutif. Il est formellement nommé au conseil et à la commission exécutive de la Banque d'Espagne par le Conseil des ministres le 10 mars, à la suite duquel Pedro Solbes appelle à ne pas « chercher d'intentions cachées » derrière cette nomination.
Le 28 juin, le ministre de l'Économie et des Finances confirme devant la commission parlementaire éponyme du Congrès des députés qu'il a l'intention de nommer Miguel Ángel Fernández Ordóñez gouverneur de la Banque d'Espagne, assurant de son indépendance en dépit de son appartenance récente à son équipe de collaborateurs, du fait de son parcours au sein de prestigieuses institutions internationales. Le député du Parti populaire Miguel Arias Cañete, qui dénonce cette décision, est le seul à critiquer l'annonce de Pedro Solbes. Le décret royal de nomination paraît le 6 juillet au Bulletin officiel de l'État (BOE) pour une prise de fonction prévue six jours plus tard.
En tant que superviseur du secteur bancaire, il ne prend pas immédiatement la mesure de la crise économique mondiale de 2008 et ses conséquences, que le Parti populaire l'accuse de dissimuler afin de favoriser la réélection de José Luis Rodríguez Zapatero. Étant davantage attaché à la taille des établissements bancaires qu'à leur solvabilité, il finit par défendre en 2009 une réforme visant à réduire de quarante-cinq à quinze le nombre de caisses d'épargne. Il menace l'année suivante de les placer sous tutelle si elles n'accélèrent pas leurs fusions, alors qu'il indiquait en 2008 qu'organiser un tel rapprochement n'était du ressort de la Banque d'Espagne. La naissance de Bankia, qui se trouve chargée des actifs toxiques de Bancaja, lui est reprochée par le PP en ce que l'alliance entre les établissements s'est faite sur la base « d'une information pas correcte ».
Le gouverneur informe le 29 mai 2012 de son intention de quitter ses fonctions le 10 juin, soit un mois avant l'expiration de son mandat. S'il explique officiellement que son départ anticipé est dû au peu de temps qu'il lui resterait pour prendre des décisions d'importance après que les banques lui auront remis le 11 juin leurs plans de restructuration, sa démission est en réalité la conséquence du refus exprimé par le président du gouvernement Mariano Rajoy qu'il témoigne devant le Congrès des députés au sujet de son rôle de superviseur du secteur bancaire, de peur qu'il ne mette en cause l'exécutif dans la gestion de la crise de Bankia. Luis María Linde lui succède le 11 juin suivant.